# Peachtree Corners
Peachtree Corners est une ville américaine située dans le comté de Gwinnett, en Géorgie. Selon le recensement de 2020, sa population est de 42 243 habitants.